# Storsträsket (Piteå socken, Norrbotten)
Storsträsket är en sjö i Piteå kommun i Norrbotten och ingår i Piteälvens huvudavrinningsområde. Sjön har en area på 1,28 kvadratkilometer och ligger 109 meter över havet. Storsträsket ligger i Piteälven Natura 2000-område. Sjön avvattnas av vattendraget Storträskbäcken.

## Delavrinningsområde
Storsträsket ingår i det delavrinningsområde (727606-174277) som SMHI kallar för Utloppet av Storsträsket. Medelhöjden är 146 meter över havet och ytan är 11,89 kvadratkilometer. Det finns inga avrinningsområden uppströms utan avrinningsområdet är högsta punkten. Storträskbäcken som avvattnar avrinningsområdet har biflödesordning 3, vilket innebär att vattnet flödar genom totalt 3 vattendrag innan det når havet efter 24 kilometer. Avrinningsområdet består mestadels av skog (82 procent). Avrinningsområdet har 1,28 kvadratkilometer vattenytor vilket ger det en sjöprocent på 10,7 procent.